# Janin Viszmitananda
Janin Viszmitananda (thai nyelven ญาณิน วิสมิตะนันทน์; 1984. március 31.) thai harcművész-színésznő, aki A harc szelleme című filmmel vált ismertté, mint „Tony Jaa női változata”.

## Élete és pályafutása
Beteges gyerek volt, ezért édesanyja taekwondo-órákra íratta be, hogy erősödjön a szervezete. Pratja Pinkeo, az Ong-bak – A thai boksz harcosa rendezője fedezte fel egy szereplőválogatáson, de akkor még nem adtak neki lehetőséget. Helyette elkezdték felkészíteni egy saját projektre, amihez négy évig thai boksz-leckéket vett és tornát tanult Phanna Ritthikraj irányítása alatt. A film A harc szelleme címmel jelent meg 2008-ban. Viszmitananda az egyetemi tanulmányait is abbahagyta, hogy teljes időben edzhessen, később azonban újra egyetemre jelentkezett, kommunikáció és művészet szakra.
Viszmitananda 3. danos taekwondo-oktató.

## Filmográfia

### Film
| Év   | Magyar cím                | Eredeti cím                   | Szerep         | Magyar hang        |
| ---- | ------------------------- | ----------------------------- | -------------- | ------------------ |
| 2008 | A harc szelleme           | Chocolate                     | Zen            |                    |
| 2009 | Tomboló Főnix             | Raging Phoenix                | Deu            | Bogdányi Titanilla |
| 2011 |                           | This Girl Is Bad-Ass          | Jukkalan       |                    |
| 2011 |                           | The Kick                      | Wawa           |                    |
| 2013 |                           | Tom Yum Goong 2               | Ping-ping      |                    |
| 2016 | Ketrecharc 3. – Mindvégig | Never Back Down: No Surrender | Jeeja          |                    |
| 2016 | Tökéletes célpont 2.      | Hard Target 2                 |                |                    |
| 2017 |                           | Oversized Cops                | Muay thai edző |                    |
| 2018 |                           | Europe Raiders                | White Mantis   |                    |
| 2019 | Véres hármas              | Triple Threat                 | Mook           | Tamási Nikolett    |

### Televízió
| Év        | Magyar cím | Eredeti cím         | Szerep | Megjegyzés                    |
| --------- | ---------- | ------------------- | ------ | ----------------------------- |
| 2015-2017 | Félvilágok | Halfworlds          | Thip   | 8 epizód                      |
| 2016      |            | Kong Kra Pun Na Ree |        |                               |
| 2018      |            | Monkey Twins        | Tamako |                               |
| 2018      |            | The Crown Princess  | Petra  |                               |
| 2021      |            | Darna               |        | Jane De Leon kaszkadőrdublőre |